# Aboubakar Gakou
Aboubakar Gakou (27 maggio 1997) è un cestista angolano.

## Carriera
Con l'Angola ha disputato i Campionati africani del 2021.

## Palmarès
- Basketball Africa League: 1

Petro de Luanda: 2024